# Alpha-Méthylstyrène
L'α-méthylstyrène, ou 2-phénylpropène, est un composé chimique de formule C6H5C(CH3)=CH2. Il s'agit d'un liquide incolore inflammable légèrement volatil à l'odeur désagréable, pratiquement insoluble dans l'eau. C'est un intermédiaire utilisé dans la production de plastifiants, de résines et de polymères. C'est un coproduit issu d'une variation du procédé au cumène. L'homopolymère obtenu à partir de ce monomère, le poly(α-méthylstyrène), est instable, étant caractérisé par une température plafond assez basse.

## Synthèse
Il existe différentes méthodes de synthèse possible de l'α-méthylstyrène. On peut compter parmi celles-ci :
- la déshydrogénation catalytique du cumène dont l'α-méthylstyrène est le produit majoritaire :

{\displaystyle \mathrm {PhCH(CH_{3})_{2}{\xrightarrow[{Pd,Pt}]{\triangle }}PhC(CH_{3})=CH+H_{2}} }
- la réaction de Wurtz-Fittig, à partir d'un halogénobenzène, d'un 2-halogénopropène et de sodium :

{\displaystyle \mathrm {PhX+2Na{\xrightarrow {-NaX}}PhNa{\xrightarrow {+CH_{3}CX=CH_{2}}}PhC(CH_{3})=CH+NaX} }
- la réaction de Grignard à partir d'un halogénobenzène. La première étape consiste à le faire réagir avec le magnésium en milieu anhydre, puis de faire réagir le réactif de Grignard ainsi obtenu avec un 2-halogénopropène :

{\displaystyle \mathrm {PhX+Mg{\xrightarrow {|Et_{2}O|}}PhMgX{\xrightarrow {+CH_{3}CX=CH_{2}}}PhC(CH_{3})=CH+MgX_{2}\downarrow } }
- l'alkylation de Friedel-Crafts du benzène avec un 2-halogénopropène :

{\displaystyle \mathrm {PhH+CH_{3}CX=CH_{2}{\xrightarrow {AlX_{3}}}PhC(CH_{3})=CH+HX} }
- l'addition nucléophile catalysée du propyne sur le benzène :

{\displaystyle \mathrm {PhH+CH_{3}C\equiv CH{\xrightarrow {}}PhC(CH_{3})=CH} }
- la déshydratation du 2-phénylpropan-1-ol ou du 2-phénylpropan-2-ol (alcool cumylique). Cette réaction est favorisée à haute température (>150 °C) :

{\displaystyle \mathrm {PhCH(CH_{3})CH_{2}OH{\xrightarrow[{>150^{o}C}]{H_{2}SO_{4}}}PhC(CH_{3})=CH+H_{2}O} }
ou
{\displaystyle \mathrm {(CH_{3})_{2}C(Ph)OH{\xrightarrow[{>150^{o}C}]{H_{2}SO_{4}}}PhC(CH_{3})=CH+H_{2}O} }